# Polypedates macrotis
Polypedates macrotis е вид земноводно от семейство Rhacophoridae.

## Разпространение
Видът е разпространен в Бруней, Индонезия, Малайзия, Тайланд и Филипини.